# Om Karla Kanin - Børneinterview
|  | Denne artikel er oprettet af botten PalnaBot ud fra en ekstern database. Den kan derfor have sproglige fejl eller mangler. Denne skabelon kan fjernes efter kontrol af indholdet. |

Om Karla Kanin - Børneinterview er en film instrueret af Sidse Kirstine Kjær.

## Handling
Til premieren på KARLA KANIN-projektet (et skandinavisk børnefilm-projekt) blev børnene bedt om at give et referat af filmen og deres mening om den.